# Sicalis
A Sicalis a madarak osztályának verébalakúak (Passeriformes) rendjébe és a tangarafélék (Thraupidae) családjába tartozó nem.

## Rendszerezésük
A nemet Friedrich Boie német ornitológus írta le 1828-ban, az alábbi 12 vagy 13 faj tartozik ide:
- sáfránypinty (Sicalis flaveola)
- Sicalis luteola
- Sicalis columbiana
- Sicalis taczanowskii
- Sicalis uropigyalis
- Sicalis luteocephala
- Sicalis lebruni
- Sicalis olivascens
- Sicalis mendozae
- Sicalis auriventris
- Sicalis lutea
- Sicalis raimondii
- Sicalis citrina[2] vagy Pseudochloris citrina[1]

## Előfordulásuk
Dél-Amerika területén honosak. Természetes élőhelyeik a szubtrópusi és trópusi szavannák és cserjések.

## Megjelenésük
Testhosszuk 10–15 centiméter közötti.

## Életmódjuk
Azok a fajok, amelyek étkezéséről van információ, magvakkal és ízeltlábúakkal táplálkoznak.